# Guillermo Josué Benítez
Guillermo Josué Benítez Espinosa (nacido el 5 de marzo de 1999) es un futbolista panameño que juega como lateral izquierdo, milita en San Francisco FC de la Primera División de Panamá.

## Trayectoria

### CD Plaza Amador
Benítez se formó en las categorías inferiores del CD Plaza Amador. Hizo su debut profesional en la Primera División de Panamá el 11 de agosto de 2018 en el empate 0 a 0 contra el Alianza FC en el Estadio Luis Ernesto Cascarita Tapia en donde fue titular y jugó todo el partido. En el Torneo Apertura 2018 6 partidos en donde fueron eliminados en los playoff en donde perdieron 1 a 2 contra el San Francisco FC en el Estadio Maracaná de Panamá en donde fue titular y jugó todo el partido.

### Atlanta United 2
El 30 en enero del 2019 fue anunciado su cesión al Atlanta United 2. Debutó con el club en la USL Championship el 9 de marzo de 2019 en la victoria 2 a 0 contra el Hartford Athletic en el Fifth Third Bank Stadium en donde fue suplente y entró al minuto 67 por George Bello. En la USL Championship 2019 jugó 21 partidos y anotó 1 gol en donde quedaron en la decimocuarta posición en la conferencia este.

### CD Plaza Amador
El 30 de noviembre de 2019 fue anunciado su regresó de la cesión con el Atlanta United 2. Disputó su primer partido tras su regresó el 26 de enero de 2020 en el empate 1 a 1 contra el CD Universitario en el Estadio Maracaná de Panamá en donde fue titular y jugó todo el partido. En el Torneo Apertura 2020 solo jugó 3 partidos porque el torneo se canceló por el COVID 19. En el Torneo Clausura 2020 jugó 10 partidos en donde fueron eliminados en los playoff en donde perdieron 1 a 0 contra el San Francisco FC en el Estadio Agustín Muquita Sánchez en donde titular y jugó todo el partido. Salió campeón con el club del Torneo Apertura 2021 en donde le ganaron la final 1 a 2 contra el CD Universitario en el Estadio Universitario en donde fue suplente y entró al minuto 89 por Marlon Ávila, en dicho torneo jugó 15 partidos. En la Liga Concacaf 2021 jugó 2 partidos en donde fueron eliminados en los octavos de final en donde perdieron en un marcador global de 0 a 3 contra los Santos de Guápiles en donde jugó en los 2 partidos. En el Torneo Clausura 2021 jugó 9 partidos en donde fueron eliminados en los playoff en donde perdieron 0 a 1 contra el Veraguas CD en el Estadio Maracaná de Panamá en donde fue suplente. En el Torneo Clausura 2022 jugó 10 partidos en donde fueron eliminados nuevamente en los playoff; esta vez perdieron 1 a 0 contra el CD Universitario en el Estadio Universidad Latina en donde fue titular y jugó todo el partido.

### Potros del Este
El 11 de enero de 2023 fue anunciado como nuevo jugador de los Potros del Este. Disputó su primer partido con el club el 16 de enero de 2023 en la derrota 2 a 1 contra el Sporting SM en el Estadio de los Andes en donde fue titular y jugó todo el partido. En el Torneo Apertura 2023 jugó 12 partidos y anotó  1 gol en donde quedaron en la cuarta posición de la conferencia este a un paso de los playoff. En el Torneo Clausura 2023 jugó 16 partidos y anotó 1 gol en donde quedaron en la última posición de la conferencia este. En el Torneo Apertura 2024 jugó 11 partidos y anotó 1 gol en donde fueron eliminados en las semifinales en donde perdieron en un marcador global de 1 a 2 contra el CD Plaza Amador en donde jugó en los 2 partidos.

### Tauro FC
El 9 de julio de 2024 fue anunciado como nuevo jugador del Tauro FC.

## Selección nacional

### Categorías inferiores
Ha sido convocado por la selección sub-20 de Panamá para disputar el Campeonato Sub-20 de la Concacaf de 2018 en donde jugó 5 partidos en donde quedaron en el tercer lugar y la Copa Mundial de Fútbol Sub-20 de 2019 en donde jugó 4 partidos en donde fueron eliminados en los octavos de final en donde perdieron 4 a 1 contra Ucrania en el Estadio Municipal de Tychy en donde fue titular y jugó hasta el minuto 72.

### Selección absoluta
Debutó con la selección absoluta de Panamá el 28 de enero de 2019 en la derrota 3 a 1 contra los Estados Unidos en el State Farm Stadium en los Estados Unidos en donde fue titular y jugó hasta el minuto 46.

### Participaciones en selección nacional
| Copa                     | Categoría | Sede           | Resultado        | Partidos | Goles |
| ------------------------ | --------- | -------------- | ---------------- | -------- | ----- |
| Campeonato Sub-20 2018   | Sub-20    | Estados Unidos | Tercer lugar     | 5        | 0     |
| Copa Mundial Sub-20 2019 | Sub-20    | Polonia        | Octavos de final | 4        | 0     |

## Clubes
| Club             | País           | Año         |
| ---------------- | -------------- | ----------- |
| CD Plaza Amador  | Panamá         | 2018 - 2019 |
| Atlanta United 2 | Estados Unidos | 2019        |
| CD Plaza Amador  | Panamá         | 2019 - 2022 |
| Potros del Este  | Panamá         | 2023 - 2024 |
| Tauro FC         | Panamá         | 2024        |
| San Francisco FC | Panamá         | 2025 - act. |

## Palmarés

### Títulos nacionales
| Título           | Club            | País   | Año    |
| ---------------- | --------------- | ------ | ------ |
| Primera División | CD Plaza Amador | Panamá | 2021-A |